# ماسوتاتسو اویاما
ماسوتاتسو اویاما (به ژاپنی: 大山倍達, به انگلیسی: Ōyama Masutatsu) یا نام کره‌ای چوی یونگ - ای (به کره ای: 최영의, به انگلیسی: Choi Yeong-eui) (۱۹۲۳–۱۹۹۴) بنیان‌گذار سبک کیوکوشین کای کاراته است.  از وی به عنوان  قوی ترین رزمی کار تاریخ یاد می شود.
ماسوتاتسو اوياما در ۴ اردیبهشت ۱۳۷۳ یعنی یک سال بعداز سفر به ایران به علت ابتلاء به سرطان ريه در سن ۷۰ سالگی درگذشت. او دارای لقب سوسای (استاد اعظم) است. وی قوی ترین فرد در تمام دوران ها شناخته شد، او در ۱ روز با بیش از ۳۰۰ نفر مبارزه کرد و تمام آنها را فقط با یک ضربه مشت از پای در آورد.

## زندگی
اویاما در سال ۱۹۲۳ در جنوب غربی کره متولد شد. در کودکی به مانچوکوئو فرستاده شد تا در مزرعه خواهرش زندگی کند. در نه سالگی توسط یک کشاورز چینی که در مزرعه کار می کرد شروع به فراگیری هنرهای رزمی چینی نمود. پس از پایان دبیرستان در سئول (پایتخت کره)، در سال ۱۹۳۸ پدرش او را به ژاپن فرستاد تا آموزش خلبانی ببیند. در ژاپن ابتدا جودو را آموخت و سپس به فراگرفتن کاراته زیر نظر فوناکوشی پرداخت. در ۱۷ سالگی آن چنان پیشرفتی در کاراته داشت که به درجه دان ۲ مفتخر شد و به دنبال آن در ۲۲ سالگی به درجه دان ۴ ارتقای یافت. او پس از مدتی در پایان جنگ جهانی دوم، به مقام قهرمانی کاراته ژاپن نائل شد.
اویاما مدتی را به تمرینات سخت روحی و جسمی ادامه داد و سپس با ابداعاتی که در کاراته‌های موجود ایجاد نموده بود، کاراته کیوکوشین کای کان را بنیان‌نهاد. آن گاه وی شروع به مسافرت به اطراف دنیا به خصوص اروپا و آمریکا نمود و در این مسافرت‌ها شاهکار عملیات کاراته را به نمایش گذاشت. به گونه‌ای که مبارزات او با گاوهای وحشی و شکستن اجسام سخت زبانزد خاص و عام است.
یکی از شاهکارهای دیگر او مبارزه کردن با سیصد نفر از شاگردانش در طی سه روز متوالی بود که تمام آن‌ها را با پیروزی پشت سر گذاشت. او برای ادامه در روز چهارم نیز اعلام آمادگی کرد، اما کسی حاضر به رویارویی با وی نشد. 
اویاما در سال ۱۹۵۵ به آمریکا دعوت شد. سپس به اروپا رفت؛ در این سفر با مردان بسیاری مبارزه کرد و برای نخستین بار سر بطری شیشه‌ای را با تیغهٔ دست خود شکست و موجب حیرت همگان شد. ماسوتاتسو در شیکاگو، ایلینوی مجددا با یک گاو وحشی به مبارزه پرداخت که این امر موجب انتقاد انجمن‌های دوستی و حمایت از حیوانات گردید.
وی پس از شکست دادن گاو وحشی گفت: «هدف من قدرت‌نمایی نبوده بلکه می‌خواستم ثابت نمایم انسان‌ها ذاتاً استعدادهایی دارند که اگر آن را شکوفا سازند می‌توانند بر همه چیز پیروز گردند».
سرانجام ماسوتاتسو اویاما در سال ۱۹۵۶ به‌طور رسمی مقدمات نخستین باشگاه کیوکوشین کای کان را در توکیو بنیان نهاد. 
وی در سال ۱۹۹۴ در سن ۷۱ سالگی در توکیو بر اثر ابتلا به سرطان ریه گذشت. پس از درگذشت اویاما همسرش، چیاکو اویاما، بنیادی را برای ارج نهادن به میراث و دستاوردهای او ایجاد کرد.

## شاگردان ماسوتاتسو اویاما در ایران
یوسف شیرزاد ملقب به پدر کاراته آزاد در ایران متولد ۱۱ دی سال ۱۳۲۸ از شاگردان وی در ایران بود.

شیرزاد در سال ۱۳۵۵ سبک کیوکوشین کاراته ژاپن را در ایران بنیان نهاد. همچنین او پایه‌گذار سبکهای آزاد در ایران و بنیان‌گذار، مؤسس و رئیس سازمان بین‌المللی شیرزاد کیوکوشین (ایسکو) سبک (شین ذن) کاراته از سال ۱۳۷۳ می‌باشد.
محمد روشنایی، متولد ۱۰ اسفند ۱۳۱۶ در آذربایجان غربی، یکی از پیشگامان هنرهای رزمی در ایران است. او از دوران نوجوانی ورزش را با جودو، هنرهای رزمی ، وزنه‌برداری و بوکس آغاز کرد. پس از پایان تحصیلات، به ارتش ایران پیوست و به‌طور جدی تحت نظر ژنرال‌های آمریکایی به تمرین هنرهای رزمی پرداخت.
پس از چندین سال توسط یوسف شیرزاد به کیوکوشین معرفی شد و همراه وی نزد سوسای اویاما آموزش کیوکوشین را فرا گرفت .

## آثار درباره اویاما
فیلم مبارزی در باد به کارگردانی یانگ یون هو به یاد او ساخته شده‌است. کتاب‌های کاراته چیست؟؛ این است کاراته و طریقت کیوکوشین از آثار وی است.